# Исаков, Эркинжон Тулкинович
Эркинжон Тулкинович Исаков (узб. Erkinjon Tulkinovich Isoqov; 25 ноября 1974 года) — легкоатлет Узбекистана, специализирующийся в беге на короткие дистанции, член сборной России (1998), сборной Узбекистана (с 1999 года). Участник XXVII Летних Олимпийских игр и XXVIII Летних Олимпийских игр.

## Карьера
С 1998 года начал участвовать в международных соревнования. На Универсиаде России в помещении в беге на 800 метров с результатом 1:51.80 занял первое место. В 1999 году на Летней Всемирной Универсиаде в Пальма-де-Мальорка (Испания) участвовал за сборную России в беге на 400 метров с/б, но не прошёл в финальную часть. В эстафете 4×400 метров занял 7 место в квалификации, но в финальном забеге не смогли финишировать.
С 28 января 1999 года выступает за сборную Узбекистана.
В 2000 году на Летних Олимпийских играх в Сиднее (Австралия) в беге на 400 метров с барьерами в четвертьфинале показал результат 50.71 секунд, но этого не хватило чтобы пройти в финальную часть турнира. На Чемпионате Азии по лёгкой атлетике в Джакарте (Индонезия) в беге на 400 метров с/б с результатом 51.27, занял седьмое место.
В 2002 году на Летних Азиатских играх в Пусане (Республика Корея) в беге на 800 метров занял седьмое место, а на 1500 метров занял пятнадцатое место. На Кубке Узбекистана занял первое место. В этом же году на международном турнире памяти Гусмана Косанова в Алма-Ате (Казахстан) в беге на 800 и 1500 метров занял вторые места. В 2003 году на Чемпионате Азии по лёгкой атлетике в Маниле (Филиппины) в беге на 800 метров занял пятое место с результатом 1:49.05. На открытом чемпионате Москвы занял первое место.
На Чемпионате Киргизии в беге на 800 метров с результатом 1:46.98 занял первое место. На Летних Олимпийских играх в Афинах (Греция) в беге на 800 метров в 4 забеге показал результат 1:48.28, но этого не хватило чтобы пройти в финальную часть турнира. В 2005 году на международном турнире памяти Гусмана Косанова занял третье место.
После нескольких неудачных региональных стартов в 2006—2007 годах завершил спортивную карьеру.